# Miguel Primo de Rivera y Sáenz de Heredia
Miguel Primo de Rivera y Sáenz de Heredia (Madrid, 11 de juliol de 1904 - 8 de maig de 1964) fou un polític i advocat espanyol, ministre de Franco, germà de José Antonio Primo de Rivera i II duc de Primo de Rivera i IV marquès d'Estella.

## Biografia
Va ser llicenciat en Dret per la Universitat Central de Madrid, però s'inscrivint-se en el Col·legi d'advocats de Cadis. En 1930 va acompanyar al seu pare, el general Primo de Rivera quan es va exiliar en París fins que es va produir la seva defunció. Va tornar a Espanya, on va col·laborar amb el seu germà José Antonio en les eleccions de 1933 i aquest mateix any va ingressar per primera vegada a la presó, a conseqüència d'un acte de propaganda a Puerto Real. En 1934 va ser nomenat cap de la primera línia de Falange Española a la província de Cadis, comptant amb el carnet número u de Jerez de la Frontera. Es va implicar en els actes del partit en la seva demarcació i fora d'ella durant la campanya electoral del 1936, sent poc després detingut, ingressant a la presó de Conca. Traslladat a Madrid l'1 de maig, va sofrir captivitat amb el seu germà José Antonio i altres falangistes. Tots dos van ser traslladats el 5 de juny a Alacant, acompanyant al seu germà fins a la seva execució.
Va ser condemnat a cadena perpètua, fins que a l'abril de 1938 va ser canviat pel capità Miaja, fill del general republicà, que es trobava retingut en el camp de concentració de Miranda de Ebro.
En acabar la Guerra Civil va ser nomenat conseller nacional i membre de la Junta Política. Posteriorment va ser designat governador civil i cap provincial del Moviment de Madrid, càrrec en el qual va romandre fins al 20 de maig de 1941, quan va ser nomenat ministre d'Agricultura, càrrec que va ocupar fins al 22 de juny de 1945
En 1947 va ser nomenat alcalde de Jerez de la Frontera, càrrec que va ocupar fins al 18 de juny de 1948. El 14 de febrer de 1951 el Govern anglès li va donar el placet com a ambaixador al Regne Unit, labor que va estar realitzant fins al seu cessament el 5 de febrer de 1958.
Estava en possessió de la Gran Creu del Mèrit Agrícola, Gran Creu del Mèrit Naval, Gran Creu del Mèrit Militar amb distintiu blanc, Gran Creu de Carles III i la Gran Creu de la Medahuia.
El 24 de març de 1933 va casar amb Margarita de Larios i Fernández de Villavicencio, filla de Pablo de Larios y Sánchez de la Peña i de Josefa Fernández de Villavicencio y Crooke, I marquesa de Marzales separats i insuccessos.